# Ашшур-этель-илани
Ашшур-этель-илани (аккад. «Ашшур — витязь богов») — царь Ассирии, правил приблизительно в 629 — 623 годах до н. э.
Сын Ашшурбанапала. В 629 г. до н. э. Ассирия была поделена на два царства. Ашшур-этель-илани правил в Ниневии, а его отец Ашшурбанапал — в Ашшуре, причём Ашшур-этель-илани считался главным царём. А на крайнем юге в Уруке «царём Ассирии» считался другой сын Ашшурбанапала Син-шар-ишкун, который к тому же находился не в ладах с царём Вавилона Кандалану и, по-видимому, вёл с ним войну. В том же 629 г. до н. э. Ашшур-этель-илани назначил вместо Бел-ибни правителем Приморья халдея Набопаласара (Набу-апла-уцура).

## Война в Вавилонии

Ассирийская держава времен ассиро-вавилонских войн 627—609 годов до н. э.

В начале 627 года до н. э. умер Ашшурбанапал и власть в Ашшуре захватил наместник города Набу-рехту-уцур, но это восстание было подавлено личной армией «великого евнуха» Син-шум-лишира (надпись Ашшур-этель-илани). В мае 627 году до н. э. умер вавилонский царь Кандалану, после чего Вавилон вообще не признал никакого царя, а стал датировать свои документы фиктивным продолжением правления уже умершего Кандалану. Воспользовавшись затруднениями Ассирии, правитель Приморья Набопаласар поднял восстание, захватил Урук, принадлежащий ассирийскому царю Син-шар-ишкуну, а в мае 627 года до н. э. осадил Ниппур.
В августе 627 г. до н. э. ассирийский авангард перешёл вавилонскую границу и сжег городок Шазнаку. В сентябре 627 г. до н. э. в бой вступили главные ассирийские силы и начали наступление на Ниппур. При их приближении Набопаласар, не приняв бой, отступил на юг. Ассирийцы и жители Ниппура осадили его в Уруке (ноябрь 627 г. до н. э.), но не смогли взять город, были разбиты во время вылазки и вынуждены были отступить. Не позднее мая 626 года до н. э. Набопаласар принял царский титул.

## События 626 года до н. э.
В месяце аяру (апрель/май) 626 года до н. э. ассирийская армия под руководством Син-шум-лишира вторглась в Вавилонию, и установила свою власть в Аккаде и Северном Шумере. Не позднее июня 626 года до н. э. жители Ниппура признали Син-шум-лишира царём Ассирии и не позднее августа то же самое произошло и в Вавилоне. Превращение Син-шум-лишира из сановника в «царя Ассирии» произошло, по всей вероятности, с санкции «царя вселенной» Ашшур-этель-илани, поскольку ниппурские документы носят даты обеих правителей. Но в начале сентября 626 года до н. э. положение круто изменилось. В уличном сражении в одном из городов на юге Вавилонии потерпела поражение от войск Набопаласара армия Син-шар-ишкуна и была вынуждена отступить в Ассирию, что, кстати, доказывает, что отношения Син-шар-ишкуна со своими «товарищами по правлению» были достаточно хорошими, чтобы позволить войскам Син-шар-ишкуна отойти на их территорию. Вскоре начала терпеть поражения и главная ассирийская армия Син-шум-лишира. Уже в середине сентября Сиппар стал датировать свои документы началом правления Набопаласара, а в Вавилоне была возобновлена фикция продолжения правления умершего Кандалану, хотя тут же вавилонская хроника отмечает, что в течение одного года в стране не было царя.
12 ташриту (10 октября) ассирийская армия, отступающая к северу под натиском Набопаласара была разбита вавилонянами, а 26 арахсамну (23 ноября) 626 года до н. э. Набопаласар был официально провозглашён царём Вавилона. В одном вавилонском эпическом тексте рассказывается, что накануне овладения Вавилоном, Набопаласар разбил ассирийскую армию на берегу канала города Куту и приговорил к смертной казни «великого евнуха Ассирии». Очевидно, здесь речь идёт о судьбе Син-шум-лишира.

## События 625 года до н. э.
Но Ассирия не хотела так просто мириться с потерей Вавилона. Весной 625 года до н. э. ассирийцы вновь пошли походом на Вавилон. 17 нисанну (9 апреля) в Вавилон прибыли боги из городка Шапаззу, стоящего на пути ассирийского войска. 21 аяру (апрель/май) ассирийцы взяли и разграбили город Шаллат в одном-двух переходах от Сиппара, а 20 симану (май/июнь) были эвакуированы истуканы богов из Сиппара. Однако ассирийцам не удалось продолжить удачно компанию. Оставив в Шаллате сильный гарнизон, ассирийская армия повернула назад на защиту родины от вторжения мидян. Попытка Набопаласара 9 абу (29 июля) 625 г. до н. э. отбить Шаллат у ассирийцев кончилась неудачно.

## Конец правления Ашшур-этель-илани
Ассирийцам удалось отразить вторжение мидян. Фраорт погиб вместе с большей частью своего войска. Но и потери ассирийцев тоже были очень велики и только через 15 месяцев ассирийская армия смогла возобновить боевые действия в Вавилонии. В начале месяца улулу (август) 624 года до н. э. ассирийцы выступили против Вавилона и стали лагерем на канале Нар-Баниту. В том же году зависимость Урука от Вавилона ослабла, так как Урук перестал датировать свои документы годами правления Набопаласара, а предпочёл нейтральную форму «четвертый год закрытия ворот», то есть осадного положения введенного в 627 году до н. э. Но ассирийцы так и не смогли в этом году добиться сколько-нибудь значительного перевеса, и ушли обратно в Ассирию. Набопаласар в свою очередь в октябре 624 года до н. э. попытался захватить Ниппур, сохранявший верность ассирийцам, но потерпел неудачу.
Из подлинных надписей Ашшур-этель-илани известно только, что он пытался поддерживать боевую готовность укреплений и производил ремонты дворца в Кальху. Лэйард, обнаруживший его сооружения, был поражён их грубостью и убожеством сравнительно с постройками лучших ассирийских времён. На печатях сохранившиеся на кирпичах храма Набу в Кальху можно прочитать следующее: «Я Ашшур-этель-илани, царь Вселенной , царь Ассирии, сын Ашшурбанапала, царя Вселенной, царя Ассирии, внук Асархаддона , царя Вселенной, царя Ассирии».
В 623 г. до н. э. Ашшур-этель-илани умер или был убит, процарствовав 6 лет. Ашшур-этель-илани упоминается в надписи матери вавилонского царя Набонида Адда-гуппи’ из Харрана. Там говорится, что Ашшур-этель-илани правил 3 года, после 42-х лет правления его отца Ашшурбанапала. Тут видимо не учитывается время соправительства Ашшур-этель-илани и Ашшурбанапала.